# Barbara Comstock
Barbara Jean Burns Comstock, född 30 juni 1959 i Springfield i Massachusetts, är en amerikansk republikansk politiker. Hon var ledamot av USA:s representanthus 2015–2019.
Comstock avlade 1981 kandidatexamen vid Middlebury College och 1986 juristexamen vid Georgetown University. Hon var ledamot av Virginias delegathus 2009–2014.
I mellanårsvalet i USA 2014 besegrade Comstock demokraten John Foust.
Valet 2018 till Comstocks säte var allmänt ansedd att vara en av de mest konkurrenskraftiga val, med tanke på att demokraterna Hillary Clinton och guvernör Ralph Northam vann lätt hennes distrikt under 2016 och 2017.